# Cesare Brambilla
Cesare Brambilla (Bernareggio, 3 mei 1885 - Milaan, 3 maart 1954) was een Italiaans wielrenner.
Hij was slechts vijf jaar prof, van 1905 tot 1909, maar won in 1906 wel de tweede editie van de Ronde van Lombardije.
Zijn neef Pierre Brambilla werd in 1947 derde in de Ronde van Frankrijk.

## Belangrijkste overwinningen
1906
- Ronde van Lombardije

## Resultaten in voornaamste wedstrijden
| Jaar | Ronde van Italië | Ronde van Frankrijk | Ronde van Spanje |
| ---- | ---------------- | ------------------- | ---------------- |
| 1906 |                  |                     |                  |
| 1909 |                  | opgave              |                  |

| Jaar | Ronde van Lombardije |
| ---- | -------------------- |
| 1906 | ↑                    |
| 1909 |                      |